# Kudchi
Kudchi is een panchayatdorp in het district Belgaum van de Indiase staat Karnataka. 

## Demografie
Volgens de Indiase volkstelling van 2001 wonen er 19.852 mensen in Kudchi, waarvan 52% mannelijk en 48% vrouwelijk is. De plaats heeft een alfabetiseringsgraad van 53%.